# Kommunikativer Konstruktivismus
Dieser Artikel wurde auf der Qualitätssicherungsseite des Portals Soziologie eingetragen. Dies geschieht, um die Qualität der Artikel aus dem Themengebiet Soziologie auf ein akzeptables Niveau zu bringen. Hilf mit, die inhaltlichen Mängel dieses Artikels zu beseitigen, und beteilige dich an der Diskussion. (Artikel eintragen)
Der kommunikative Konstruktivismus ist ein Ansatz in der soziologischen und kommunikations- bzw. medienwissenschaftlichen Forschung (Keller & Knoblauch & Reichertz 2012). Er versteht sich als eine Weiterführung des Sozialkonstruktivismus (Berger & Luckmann 1969). Betont letzterer jedoch vor allem die Bedeutung des Wissens beim gesellschaftlichen Aufbau einer Wirklichkeit, verschiebt der kommunikative Konstruktivismus den Akzent auf die Bedeutung des kommunikativen Handelns beim Aufbau der Wirklichkeit (Knoblauch 1995, 2013, 2017, 2020; Reichertz 2009, 2017, 2019, 2021).

## Nähere Bestimmung
Kommunikation wird im kommunikativen Konstruktivismus nicht allein als das Mittel verstanden, mit dem sich Menschen absichtsvoll Botschaften zukommen lassen und versuchen, andere zu steuern. Kommunikation ist die Form sozialen Handelns, in den Subjekte miteinander durch Objektivationen verbunden sind. Auf diese Weise immer auch material, erzeugt das kommunikative Handeln Subjektivität, soziale Beziehungen, Gesellschaft und die materiale und Wirklichkeit (Reichertz 2010; Knoblauch 2017). Macht und Kommunikationsmacht spielen bei jeder Art kommunikativen Handelns (also sowohl face-to-face als auch in Diskursen) eine entscheidende Rolle (Keller 2005 2007, Reichertz 2009, 2019, 2020). Ausgehend von einem solchen handlungstheoretischen Begriff des kommunikativen Handelns (das zu Praktiken routinisiert werden kann) rückt der kommunikative Konstruktivismus den Umstand in den Fokus, dass Prozesse der Kommunikation in erheblichen Teilen medienvermittelt geschehen. Diese "mediatisierte Konstruktion der Wirklichkeit" (Couldry/Hepp 2016) verändert sich jüngst insbesondere durch die Digitalisierung. Dies betrifft die personale Kommunikation zwischen Menschen („wechselseitige Medienkommunikation“) ebenso wie die Kommunikation mit produzierten Medieninhalten („produzierte Medienkommunikation“) und die Kommunikation in virtualisierten Umgebungen („virtualisierte Medienkommunikation“) (Hepp 2013: 57–62). Indem sie die Verbindung von (digitalisierten) Zeichen und materialen Objekten herstellt, die Handlungen beschleunigt und die Räume refiguriert, führt sie in eine Kommunikationsgesellschaft( Knoblauch 2017). 

## Ziele
Zum einen geht es dem kommunikativen Konstruktivismus darum, die kommunikativen Prozesse (als direkte oder medial gestützte Kommunikation) der sozialen Konstruktion der Wirklichkeit zu erfassen und wissenschaftlich zu beschreiben – auch weil diese in der aktuellen Welt vielfältiger und bedeutsamer geworden sind. Zum zweiten geht es dem kommunikativen Konstruktivismus um die Weiterentwicklung und Modifikation der sozialkonstruktivistischen Theorie. Eine solche Weiterentwicklung will der gewachsenen Bedeutung von kommunikativem Handeln, von Diskursen und von kommunikativer Praxis Rechnung tragen (Keller 2005; Reichertz 2017). Neben der herkömmlich beachteten subjektiven Perspektive, der interaktiven und der institutionellen Dimension schließt der kommunikative Konstruktivismus auch die Materialität in den Kommunikationsbegriff mit ein, um damit auch den Folgen der Digitalisierung gerecht werden zu können (Knoblauch 2019).

## Geschichte
Der kommunikative Konstruktivismus lässt sich bis zu den Anfängen der phänomenologischen Sozialforschung rückverfolgen. Beispielsweise diskutierte bereits Alfred Schütz in seiner Publikation zum „Sinnhaften Aufbau der sozialem Welt“ (1974 [1932]) die Rolle von Kommunikation für die Sozialbeziehungen in der sozialen Welt (S. 252–261). Dabei thematisierte er bereits den Stellenwert nicht nur des Briefs, sondern auch des damals noch wenig verbreiteten Mediums Telefon für die „Mittelbarkeit“ von Sozialbeziehungen. Auch in der späteren Veröffentlichung von Peter L. Berger und Thomas Luckmann zur „Sozialen Konstruktion vom Wirklichkeit“ (1969) hat Kommunikation einen großen Stellenwert. So wird Sprache von den beiden Autoren als herausgehobene „Objektivation“ des Sozialen begriffen (S. 72–76). Sie beschreiben das Alltagsleben als „Rattern einer Konversationsmaschine“ (S. 163), die das „notwendigste Vehikel der Wirklichkeitserhaltung“ ist.
Mit Sprache als zentraler Instanz der Herstellung des Sozialen setzte sich Thomas Luckmann auch in späteren Publikationen auseinander. Stimuliert durch konversationsanalytische Forschungen (Knoblauch 1995) entwickelte er eine kommunikationstheoretische Zugangsweise, die über eine reine Sprachsoziologie hinausgeht und die er später selbst im Begriff der kommunikativen Konstruktion reflektiert (Luckmann 2006). Die vielschichtige Rolle von Medien für die Prozesse der kommunikativen Konstruktion waren dabei aber ebenso wenig Gegenstand wie die Analyse komplexer diskursiver Muster.
In dieser Entwicklung ist der kommunikative Konstruktivismus vom „radikalen Konstruktivismus“ in der Kommunikations- und Medienwissenschaft abzugrenzen (u. a. S. J. Schmidt 1994). Gemeinsam teilen sie eine konstruktivistische Grundannahme, d. h. ein Verständnis, dass menschliche Wirklichkeit nicht gegeben ist, sondern in einem Prozess des (kommunikativen) Handelns bzw. der (kommunikativen) Praxis „hergestellt“ wird. Der Hauptunterschied besteht darin, dass der „radikale Konstruktivismus“ ausgehend von der Annahme argumentiert, der Mensch sei ein kognitiv (also in seiner Wahrnehmung) geschlossenes System. Entsprechend hat man es mit je subjektiven Wirklichkeitskonstruktionen zu tun, die allerdings zur weiteren (sozialen) Umwelt viabel (“passend”) sind und entsprechend ein soziales Handeln ermöglichen. Im Zentrum des kommunikativen Konstruktivismus steht hingegen die Herstellung sozialer Wirklichkeit, was als ein subjektiver wie auch intersubjektiver Prozess begriffen wird.

## Aktuelle Entwicklungen
Der kommunikative Konstruktivismus wird zurzeit vor allem in der wissenssoziologischen Theoriediskussion (z. B. Herbrik 2011, Knoblauch 2017, siehe auch die Sammelbände Keller/Knoblauch/Reichertz 2012, Christmann 2016 und Reichertz/Tuma 2017, Reichertz/Bettmann 2018, Reichertz 2020) und in der kommunikations- und medienwissenschaftlichen Forschung zu Medienwandel bzw. Mediatisierung aufgegriffen und weitergeführt (Krotz/Hepp 2012, Hepp 2013: VIIIff, Couldry/Hepp 2017, Hasebrink/Hepp/Loosen/Reichertz 2017). Die Wissenssoziologie bemüht sich hierbei insbesondere um die Weiterentwicklung des Sozialkonstruktivismus durch den kommunikativen Konstruktivismus (kritisch dazu Kieserling 2018, Kotthaus 2019). In der kommunikations- und medienwissenschaftlichen Diskussion geht es vor allem um die Frage, wie sich Prozesse der kommunikativen Konstruktion ändern, wenn diese medienvermittelt erfolgt. Für ein solches Unterfangen steht u. a. die Forschung zu den sich mit dem Medienwandel verändernden „kommunikativen Figurationen“ (Hepp/Hasebrink 2014) heutiger Gesellschaften und Kulturen.